# عاشق دی‌ان‌ای
عاشق دی‌ان‌ای (انگلیسی: DNA Lover; کره‌ای: DNA 러버) یک مجموع تلویزیونی محصول کره جنوبی به نویسندگی جونگ سو می، به کارگردانی سونگ چی ووک و با بازی چوی شی وون، جونگ این سون، لی ته هوان و جونگ یو جین است. این مجموعه از ۱۷ اوت ۲۰۲۴، روزهای شنبه و یکشنبه ساعت ۲۱:۱۰ (کی‌اس‌تی) از تی‌وی چوسان پخش شد.

## بازیگران

### اصلی
- چوی شی وون در نقش شیم یون وو[۱]
- جونگ این سون در نقش هان سو جین[۱]
- لی ته هوان در نقش سو کانگ هون[۱]
- جونگ یو جین در نقش جانگ می اون[۱]